# Experimentalstudio des SWR

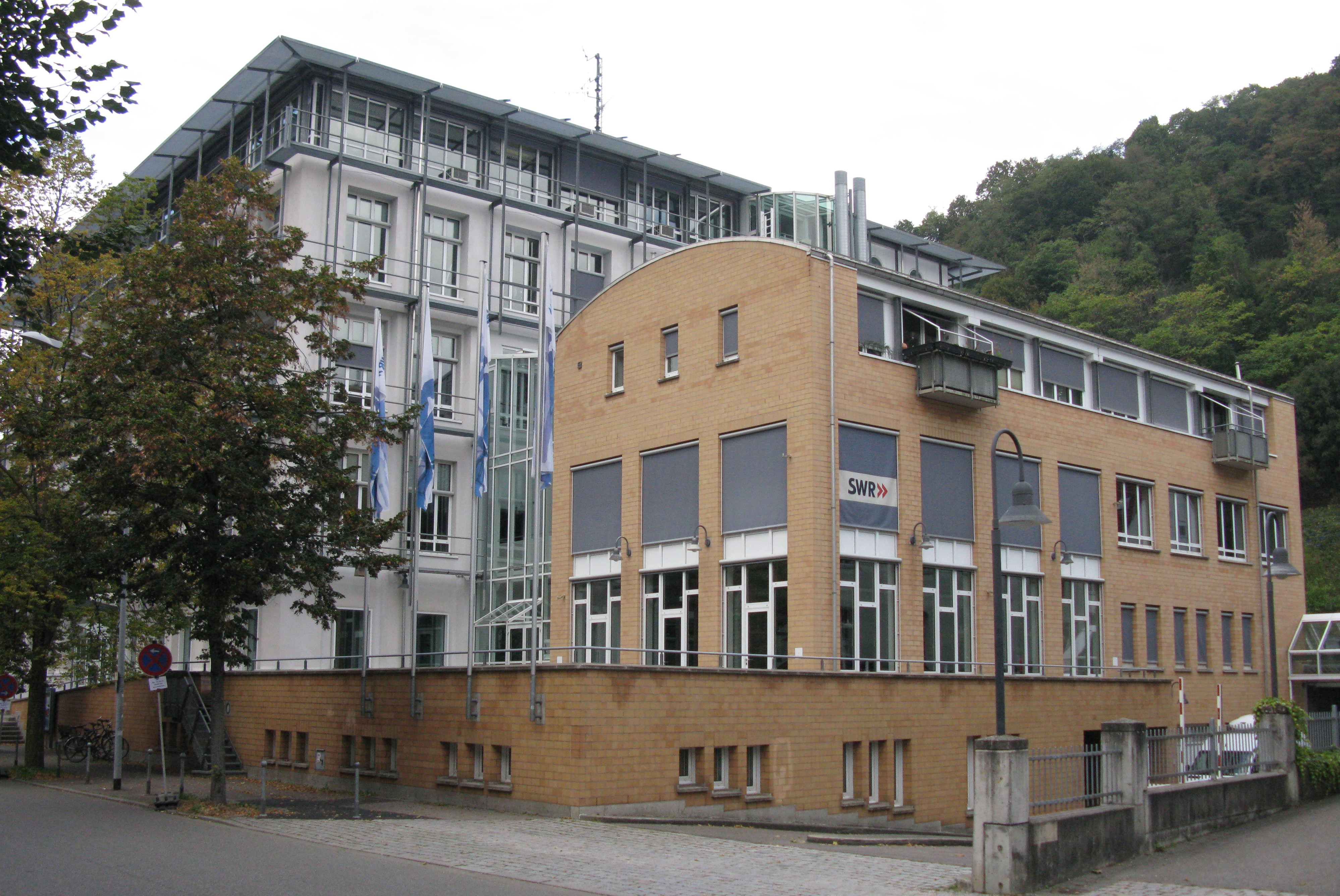
SWR-Studio Freiburg, Sitz des Experimentalstudios (Foto: 2016)

Das Experimentalstudio des SWR ist ein Tonstudio und -labor für Neue Musik in Freiburg im Breisgau. Es gilt als eines der weltweit führenden Studios für elektronische und live-elektronische Musik. In der Regel entstehen hier Kompositionen mit Elektronik als Koproduktionen von Komponisten, Musikinformatikern und Klangregisseuren. Neben der Erforschung neuer musikalischer Verfahren und der Produktion musikalischer Werke stellt auch die Gestaltung von Aufführungen ein großes Aufgabengebiet des Experimentalstudios dar.

## Entstehung / Gründung
1968 gründete Heinrich Strobel, der erste Musik-Hauptabteilungsleiter des Südwestfunks, die Heinrich-Strobel-Stiftung, die später als tragende Institution des Studios fungierte. Ihr Ziel war es, die Begegnung zwischen Komponist, Musik und neuer Technik zu fördern.
1969 beauftragte Strobel Karlheinz Stockhausen mit der Komposition eines Werkes für zwei Klaviere und Ringmodulatoren für die Donaueschinger Musiktage. Dies gilt als Initialzündung für die Gründung des Experimentalstudios: Stockhausen benötigte für die Umsetzung des Mantra genannten Werks elektronische Geräte wie Ringmodulatoren, Filterbänke, Kompressoren und andere, welche damals nicht zwangsläufig in einer Rundfunkanstalt vorhanden waren. Deshalb wurde zur Realisierung dieses und anderer Werke mit Elektronik auf Betreiben des Südwestfunk-Musik-Hauptabteilungsleiter Otto Tomek 1971 das Experimentalstudio der Heinrich-Strobel-Stiftung des SWF e. V. – das heutige Experimentalstudio des SWR – gegründet und im Landesstudio Günterstal angesiedelt, mit dem es in den 1990er Jahren in die Oberau umzog.

## Chronologie
Die offizielle Betriebsaufnahme fand am 1. September 1971 statt. Erster künstlerischer Leiter wurde Hans Peter Haller, der zuvor für Stockhausens Mantra einen vom Spieler bedienbaren Klangumwandler („Mantragerät“) entwickelt hatte. In Zusammenarbeit mit der Firma Lawo wurde in mehreren Ausbaustufen die für diese Zeit innovative, technische Infrastruktur des Studios erschaffen. Die erste Ausbaustufe (1971–1973) konzentrierte sich auf Musik mit Klangumwandlung in Echtzeit (Live-Elektronik), wonach in der zweiten Ausbaustufe vor allem Effekte der elektronischen Klangerweiterung (Ringmodulatoren, Verzögerungsmaschinen, Filter, Hall, Gate, Vocoder) und -bewegung (Halaphon) im Mittelpunkt standen.
1980 beginnt Luigi Nono seine Klanguntersuchungen im Experimentalstudio. Bis 1989 komponiert er hier nahezu sein gesamtes Spätwerk. Im selben Zeitraum werden in einer dritten Ausbaustufe erste digitale Geräte entwickelt. Als Übergang von der analogen zur digitalen Technik gilt die 3. Generation des Koppelfeldes, einer Audiomatrix mit 48 bis 96 Ein- und Ausgängen zur Verbindung von Mikrofonen, Lautsprechern und Effektgeräten.
1989 übernahm André Richard die künstlerische Leitung. In den folgenden Jahren wurde die Digitalisierung der Technik des Studios weiter vorangetrieben. Im Zuge dessen erfolgte auch eine Hinwendung zur Musikinformatik.
1992 erfolgte mit dem Umzug des Studios in die Kartäuserstraße in Freiburg der Ausbau auf mehr als 700 m².
Seit 2004 beteiligt sich auch der Bayerische Rundfunk an der Finanzierung des Studios. Die künstlerische Leitung liegt seit 2006 bei Detlef Heusinger.
Erstmals 2007 wurde der von Peter Weibel initiierte Giga-Hertz-Preis für elektronische und akusmatische Musik vom ZKM und vom Experimentalstudio verliehen. Erster Preisträger ist Jonathan Harvey.
2008 erfolgte die Umbenennung in Experimentalstudio des SWR, dem bis heute offiziellen Namen des Studios.
Seit 2009 richtet das Experimentalstudio die matrix-Akademie für Komposition elektronischer und live-elektronischer Musik an verschiedenen europäischen und außereuropäischen Standorten aus. Aus der Kooperation im Rahmen von matrix ging 2011 das Solistenensemble Ensemble Experimental unter der Leitung von Detlef Heusinger hervor. 2017 fand die Akademie in Ljubljana statt und wurde mit drei Konzertabenden im Schloss abgeschlossen.

## Wichtige technische Entwicklungen
Im folgenden Abschnitt werden lediglich einige wichtige technische Entwicklungen des Experimentalstudios erläutert, für detaillierte Informationen zur Funktionsweise der entsprechenden Instrumente bis 1989 siehe: Hans Peter Haller: Das Experimentalstudio der Heinrich-Strobel-Stiftung des Südwestfunks Freiburg 1979–1989. Baden-Baden 1995/96.
Die Arbeit des Experimentalstudios war von Anfang an live-elektronisch orientiert. Hierbei spielen die Aufführung der im Studio erarbeiteten Werke und die Entwicklung neuer live-elektronischer Instrumente eine wichtige Rolle.
Schon vor Gründung des Studios experimentierten die Ingenieure des SWF mit Live-Elektronik. Schon 1953 entwickelten Bruno Heck und Fred Bürck einen Frequenzumsetzer, der Klänge in Echtzeit umformen kann. Hiermit war es erstmals möglich, Klänge ohne Zeitverzögerung in anderen Tonhöhen wiederzugeben.
1956 entwickelte Hans Peter Haller den Ringmodulator, dessen Funktionsweise auf dem Frequenzumsetzer von Heck und Bürck basiert. Die Klangverfremdung, die dieses Gerät erzeugen kann, verläuft über Addition und Subtraktion der Eingangsfrequenz mit einer Sinusschwingung mit bestimmter Frequenz. Der Ringmodulator fand häufige Verwendung in Kompositionen der musikalischen Avantgarde und der Filmmusik.
Der Klein-Klangumformer Modul 69B, der 1969 für die Komposition Mantra von Karlheinz Stockhausen von Hans Peter Haller und Peter Lawo entwickelt wurde, enthielt einen Mikrofonverstärker, einen Kompressor, einen Filter, einen Ringmodulator, einen Sinustongenerator und einen Lautstärkeregler. Mit Hilfe dieses Geräts konnten die Interpreten die Klangumformung der mit dem Klavier erzeugten Klänge selbst vornehmen und somit die Live-Elektronik in ihre Interpretation miteinbeziehen.
1970 entwickelten Cristóbal Halffter und Hans Peter Haller das erste elektronische Gerät zur Klangsteuerung in einem vorgegebenen Raum, das Halophon. Im Laufe der darauf folgenden Jahr wurde die Klangbewegung im Raum in vielen Kompositionen zu einem wichtigen Bestandteil.
Von Haller und Lawo wurde die Technik der Klangbewegung im Raum weiterentwickelt und so entstand das Halaphon: ein Steuergerät für die Verteilung und Bewegung von Klängen im Raum und deren Wiedergabe über Lautsprecher. Mit dem Halaphon kann sich der Klang punktuell und kontinuierlich, in verschiedenen Richtungen und Geschwindigkeiten im Raum bewegen.
1990 wurde eine digitale Filterbank entwickelt, die den gesamten hörbaren Frequenzbereich des menschlichen Ohrs in 48 ganztönige Abschnitte zerlegt.
1993 gab es erstmals die Möglichkeit über den Matrix-Mixer, ein Mischpult mit 64 Ein- und Ausgängen, einen Klang über 64 Lautsprecher im Raum zu verteilen und zu bewegen.
„Als ‚Instrument‘ zur Interpretation von live-elektronischer Musik“ wurde im Zeitraum von 2002 bis 2005 der AreC-Controller (Advanced Remote Control) im Experimentalstudio entwickelt. Der Controller ermöglicht es, sämtliche Geräte für Live-Elektronik mittels OSC über Ethernet zu steuern und dadurch die live-elektronischen Elemente völlig geräuschlos von einem beliebigen Standort aus zu bedienen.
Ein wichtiger Bestandteil des Studios ist bis heute die Möglichkeit an der Entwicklung neuer technischer Geräte zu arbeiten, die oft in Zusammenarbeit von Technikern und Komponisten entstehen.

## Zusammenarbeit mit Komponisten
Die gesamte Zusammenarbeit der Mitarbeiter des Experimentalstudios mit verschiedenen Komponisten wird hier nicht im Detail dargestellt, nur einige bekannte Ergebnisse solcher Zusammenarbeit werden kurz behandelt. Die Namen weiterer Komponisten, die im Freiburger Studio gearbeitet haben, finden Sie am Ende dieses Abschnitts.
- 1970/1972: John Cage – Songbooks I und II
- 1971: Karlheinz Stockhausen – Mantra für zwei Klaviere und Ringmodulator: Dieser Kompositionsauftrag gab schon vor der offiziellen Gründung des Experimentalstudios Zusammenarbeit zwischen Stockhausen und dem späteren Leiter des Experimentalstudios, Hans Peter Haller, der für diese Komposition einen Ringmodulator entwickelte, der von den Pianisten bedienbar ist.[1]
- 1972: Cristóbal Halffter – Plantopor las victimas da la violencia: Die erste Komposition, in der der Raumklang mit dem Halophon elektronisch in Echtzeit gesteuert wurde. Diese Komposition erregte große Aufmerksamkeit.[1]
- 1973: Pierre Boulez – Explosante/Fixe

In den 1980er Jahren gab es eine intensive Zusammenarbeit Luigi Nonos mit dem Freiburger Experimentalstudio, der zusätzlich zu den inzwischen häufig verwendeten Techniken wie Ringmodulation, Filter, Transposition, Hall, Delay oder Vocoder auch die Neuerungen in Bezug auf digitale Klangspeicherung in seine Kompositionen mit einbezog. In Zusammenarbeit mit dem Studio entstanden unter anderem die Werke Das Atmende Klarsein (1981), Io, frammento da Prometeo (1981) und das große Bühnenwerk Prometeo (1984).
Der Matrix-Mixer kam erstmals 1993 bei der Uraufführung von Don Quijote von Hans Zender zum Einsatz.
André Richard, der von Dezember 1989 bis Dezember 2005 Leiter des Experimentalstudios war, legte den Schwerpunkt seiner Arbeit auf die Zusammenarbeit mit jungen Komponisten und Hörspielautoren, die mit Hilfe von Stipendien kostenlos im Studio arbeiten und sich mit den Techniken der Live-Elektronik vertraut machen konnten. Dies stellte einen wichtigen Kontrast zu der Arbeit Hallers mit bekannten, etablierten Komponisten dar. Bis heute werden jährlich Arbeitsstipendien an aufstrebende Komponisten vergeben.
Außerdem haben unter anderen folgende Komponisten im Experimentalstudio gearbeitet:
Vinko Globokar, Paul-Heinz Dittrich, Brian Ferneyhough, Klaus Huber, Emmanuel Nunes, Dieter Schnebel, Kazimierz Serocki, Silvia Fómina, Günter Steinke, Gerhard E. Winkler, Bernd Asmus, André Richard, Franz Martin Olbrisch, Peter Ablinger, Isabel Mundry, Wolfgang von Schweinitz, Diego Minciacchi, Uros Rojko, Michael Obst, Johannes Kalitzke, Nicolaus A. Huber, Rolf Gehlhaar, Marco Stroppa, Daniel Rothman, Giuseppe Gavazza, Jakob Ullmann, Mark Andre, Amnon Wolman, Chaya Czernowin, Gerald Eckert, Alvin Curran, James Saunders, Dai Fujikura, Lars Petter Hagen, Valerio Sannicandro, Alwynne Pritchard, Julio Estrada, Hilda Paredes, José Maria Sánchez-Verdú, Helmut Zapf.